# دنیل نگوم کوم
دنیل نگوم کوم (انگلیسی: Daniel N'Gom Kome؛ زادهٔ ۱۹ مهٔ ۱۹۸۰) یک بازیکن فوتبال اهل کامرون است.
وی همچنین در تیم ملی فوتبال کامرون بازی کرده‌است.